# St. Johannes Baptista (Könghausen)

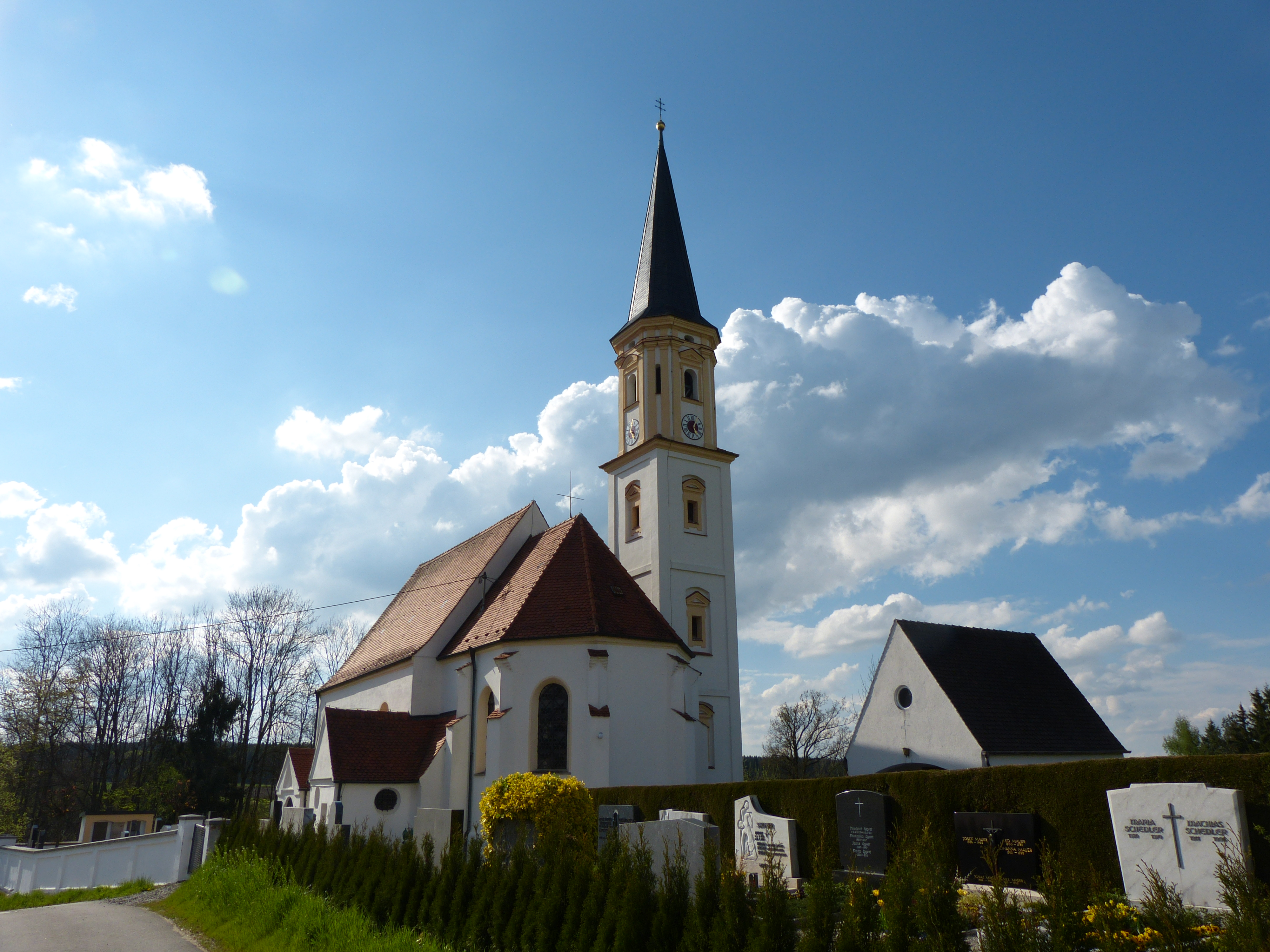
Kirche St. Johannes Baptista in Könghausen

St. Johannes Baptista ist eine denkmalgeschützte katholische Pfarrkirche in Könghausen, einem Ortsteil der Gemeinde Eppishausen im Landkreis Unterallgäu (Bayern). Die Kirche ist ein spätgotischer Bau aus dem frühen 16. Jahrhundert. Die Ausstattung stammt im Wesentlichen aus dem 18. Jahrhundert.

## Geschichte
Der Kirchensatz wurde am 30. Juli 1490 von Sigismund von Welden an Hans von Hürnheim veräußert. Dieser war Inhaber der Herrschaft Kirchheim, mit welchem das Kirchenpatronat 1551 an die Fugger überging. Das bestehende Gebäude stammt aus dem frühen 16. Jahrhundert, die Jahreszahl 1517 findet sich hinter dem Altar. Die Sakristei ist ein Neubau von 1685, ausgeführt durch Maurermeister Michel, vermutlich aus Balzhausen. Ein neuer Hochaltar von Schreiner Jakob Hoffmayr aus Kirchheim wurde 1686 aufgestellt, dieser wurde jedoch 1753 veräußert und dessen Stelle 1755 ein neuer Hochaltar errichtet. Der Neubau des Kirchturmes wurde 1710 genehmigt und ab 1711 von Maurermeister Thomas Natter aus Mindelheim ausgeführt. Die Fertigstellung des Turmes erfolgte 1713. Zimmermeister Hans Jakob Wachter aus Markt Wald errichtete 1723 den Glockenstuhl. Eine Barockisierung der Kirche fand ab 1728 unter dem damaligen Pfarrer Dominikus Riedenthaler statt. In dieser Zeit erhielt diese neue Fenster und Stuckdekorationen. In der Amtszeit des Dekans und Pfarrers Franz Borgias Abertshauser wurde die Ausstattung erweitert. So wurde 1740 eine neue Kanzel, 1746 zwei neue Beichtstühle von Jakob Wiedemann aus Könghausen, 1750 eine neue Turmkuppel durch Zimmermeister Anton Pöckh und Maurermeister Joseph Koch (beide aus Mickhausen) angeschafft. Die Deckenmalerei wurde 1752 von Joseph Haffner aus Türkheim repariert und 1755 ein neuer Hochaltar angeschafft, ungefähr aus gleicher Zeit stammen die Seitenaltäre. Im 19. Jahrhundert fand eine entstellende Umgestaltung des Innenraums statt, die 1910 rebarockisiert wurde. Renovierungen fanden unter anderem 1950 und 1955 statt.

## Baubeschreibung

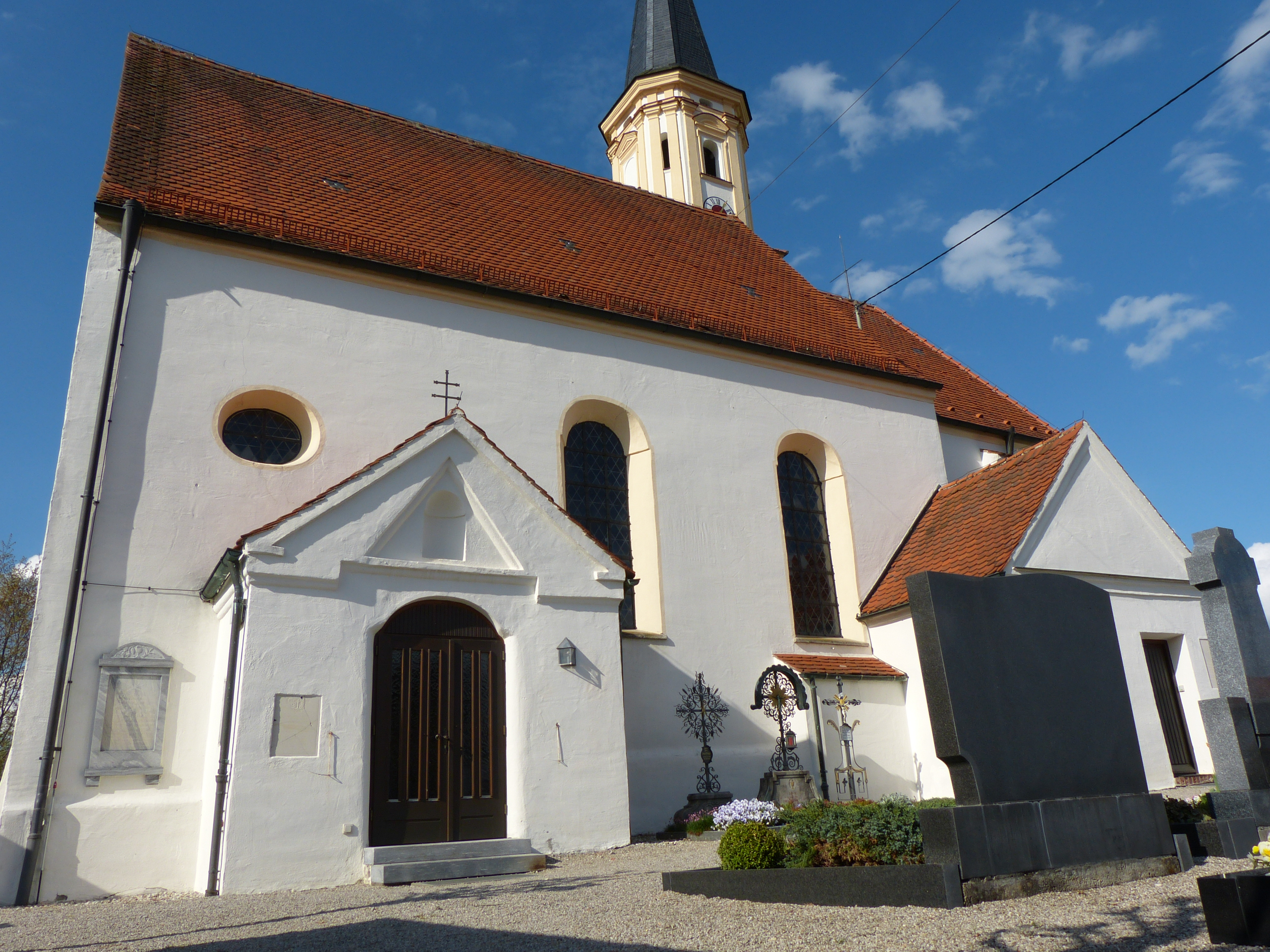
Langhaus mit Vorzeichen (links) und Sakristei (rechts)

Das Kirchengebäude liegt im Osten des Ortes Könghausen auf einer hohen Bergzunge und ist von einem Friedhof umgeben. Im leicht eingezogenen Chor mit 5/8-Schluss sind in den Schrägachsen, sowie der südlichen Achse, Rundbogenfenster angebracht. Ein blindes Fenster mit Oratoriumsöffnung, ist in der Südwand vorhanden. Das Oratorium ist im Dachstuhl der Sakristei untergebracht. Unter dieser Öffnung führt eine Rechtecktür in die Sakristei. Dieser gegenüberliegend in der Nordwand liegt der Zugang zum Kirchturm. Der Übergang des Chores zum Langhaus mit drei Fensterachsen erfolgt durch einen abgerundeten Chorbogen mit profiliertem Kämpfergesims. Die beiden östlichen Achsen besitzen rundbogige, eingezogene, Fenster. In der westlichsten Achse ist eine Empore auf zwei neubarocken korinthischen Säulen eingebaut. Die Brüstung der Empore ist durch Lisenen in drei Felder aufgeteilt.

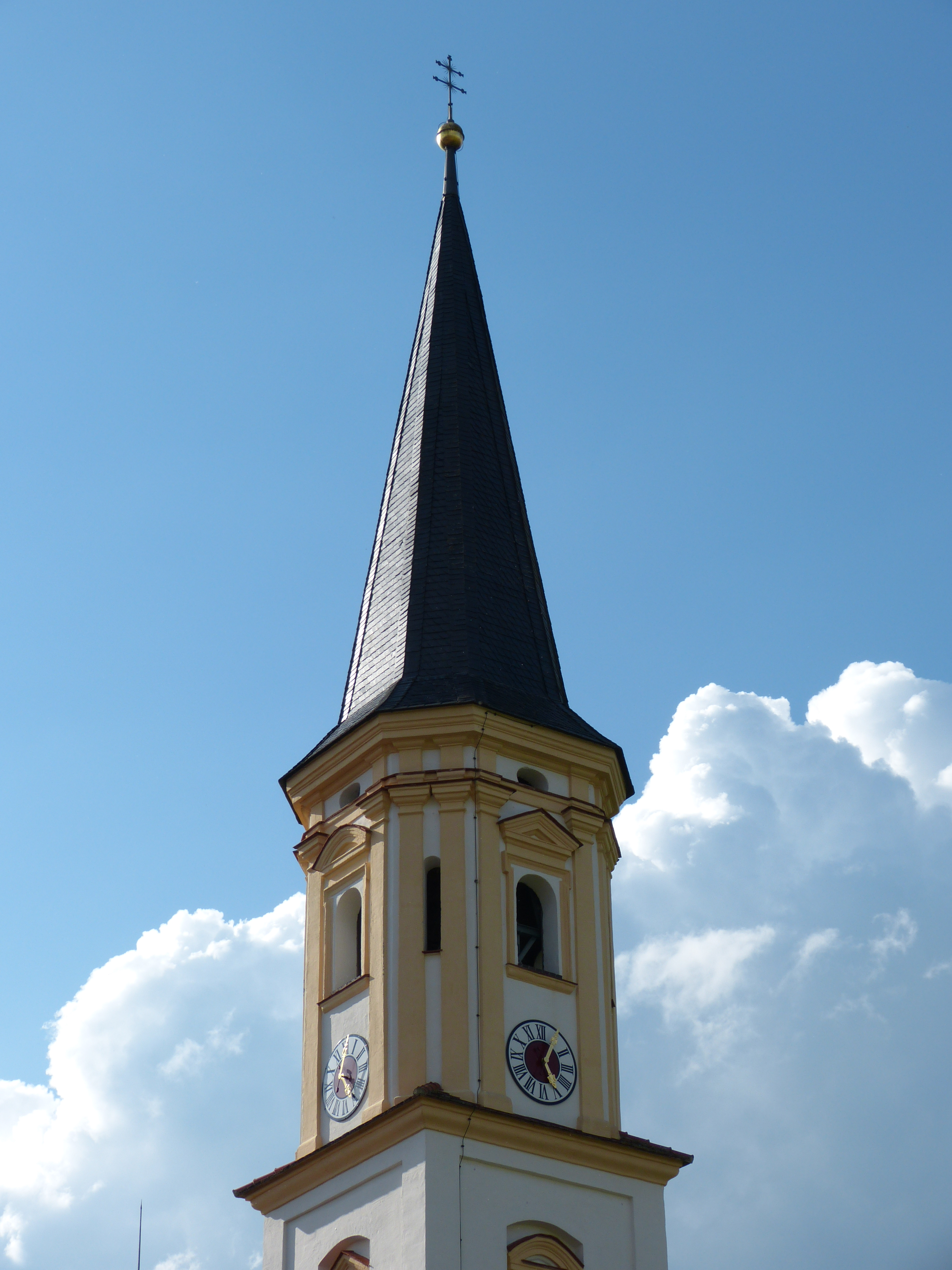
Kirchturm (1711)

Um die Kirche verläuft außen ein Sockel. Abgetreppte Strebepfeiler sind ungefähr auf ⅔ Höhe des Chores angebracht. Diese haben wiederum ein keilförmiges Oberteil, welches unter der Pultabdeckung über Profile in ein Rechteck überführt wird. Die Westwand ohne Fenster ist zum Teil durch eine schräge Stützmauer im unteren Bereich verstärkt. Der Kanzelaufgang an der Nordseite des Langhauses dürfte um 1740 angebaut worden sein. Im nördlichen Chorwinkel erhebt sich der Kirchturm von 1711. Dieser besteht aus einem quadratischen Unterteil mit Ecklisenen und bandförmigen Gurtgesimsen. Darüber erheben sich drei Geschosse mit Stichbogenblenden. In diesen befinden sich rechteckige Öffnungen mit geohrten Putzrahmen und Dreiecks- bzw. Segmentgiebeln. Das oberste Geschoss ist achteckig und an den schmalen Diagonalseiten mit toskanischen Pilasterpaaren besetzt. Zwischen den Pilasterpaaren sind schmale Schlitzöffnungen angebracht. An den jeweiligen Hauptseiten sind im unteren Bereich runde Ziffernblätter vorhanden, darüber sind Rundbogenfenster, von denen jedoch das westliche blind ist. Die Rundbogenfenster besitzen ein Sohlgesims, geohrte Rahmung und Dreiecks- bzw. Segmentgiebel. Das verkröpfte Gebälkfries enthält an den Hauptseiten querovale Öffnungen. Über dem profilierten Kranzgesims erhebt sich der schiefergedeckte Spitzhelm.
Die Sakristei stammt wie der Kirchturm von 1711 und ist südlich des Chores angebaut. Sie besitzt ein Traufgesims und ist mit einem Satteldach gedeckt. Der Südgiebel ist von Profilen gesäumt. An dieser Seite befindet sich eine Rechtecktür, sowie links davon und im Osten Ovalfenster. Das Vorzeichen auf der Südseite stammt von 1760 und ist mit einem Satteldach über einem profilierten Traufgesims gedeckt. Innen besitzt das Vorzeichen ein Kreuzgewölbe, sowie an beiden Seiten tonnengewölbte Nischen. Deren westliche ist ein Ossarium, in der östlichen ist eine Kerkernische mit Figur enthalten. In der Schildwand der Chorscheitelachse ist in dunkler Farbe eine Bauinschrift angebracht. Diese zeigt die Buchstaben b und g (dazwischen ein Meisterzeichen) und die Ziffern 15 0 17.

## Ausstattung

### Altäre
Alle drei Altäre stammen aus der Zeit um 1755 und sind aus rot marmoriertem Holz gefertigt. Die Säulen, Voluten und noch weitere Teile sind blau marmoriert und mit vergoldetem Rocailledekor verziert. Der Hochaltar mit Tabernakel wurde vom Schreiner Joseph Steur aus Mindelheim geschaffen. Gefasst wurde dieser von Matthias Rebstein aus Immenstadt/Kirchheim. Der Stipes des Hochaltares ist freistehend mit abgeschrägten Ecken. Ein Ölbild des letzten Abendmahles auf Blech ist am Antependium von einem breiten, vergoldeten Schweifrahmen umgeben. Der Tabernakelaufbau ist auf der Rückseite mit 1755 bezeichnet und besteht aus einem dreiachsigen Aufbau mit geschweiftem Gesims. In der etwas erhöhten Mittelachse sind in einer Muschelnische zwei kleine Putten zu Seiten des neubarocken Altarkreuzes aus Metall angebracht. In den beiden seitlichen Achsen des Tabernakelaufbaus sind kniende Engel eingesetzt. Auf der Kuppel des Tabernakels ist ein Pelikan dargestellt. Der weitere Altaraufbau mit einer geschlossenen Rückwand zeigt ein reich geschweiftes Altarbild von 1755 mit der Darstellung der Taufe Christi. Geschaffen wurde das Altarbild von einem Maler aus Raunau. An beiden Seiten sind jeweils übereckgestellte, konvexe Pfeiler mit zwei korinthisch besetzten Pilastern aufgestellt. Die korinthischen Säulen sind dabei vorgestellt. Über den verkröpften Gebälkstücken sind Engelfiguren angebracht. Im von den Säulenpaaren eingeschlossenen rechten Winkel sind die hölzernen Apostelfiguren von Petrus und Paulus angebracht. Eine Halbfigur Gottvaters befindet sich im Altarauszug. Dieser thront auf einem Strahlenkranz und ist von Putten und Engelsköpfen umgeben.
Die beiden Seitenaltäre sind in den Schrägecken der Ostecken des Langhauses aufgestellt. Sie stammen aus dem 3. Viertel des 18. Jahrhunderts und besitzen Antependien im Neurokokostil mit Gemälden auf Holz, auf denen nördlich die Opferung Isaaks und südlich Kain und Abel dargestellt sind. Die Aufbauten sind jeweils zweisäulig mit geschweiften Tabernakeln zwischen ausgebauchten Sockeln. Den Tod des heiligen Sebastian zeigt das nördliche Altarbild, das südliche eine Immaculata. Beide Altarbilder befinden sich in einem reich geschweiften Rahmen. In den Gebälken befinden sich Putten bis hin zum geschweiften, volutenbesetzten Auszug. In letzterem sind ovale Gemälde eingesetzt, die nördlich den heiligen Stanislaus Kostka und südlich den heiligen Aloysius zeigen.

### Kanzel
Die Kanzel an der Nordwand ist mit 1740 bezeichnet und ist eine Arbeit des Schreiners Jakob Wiedemann aus Könghausen. Sie besteht aus rot und oliv marmoriertem Holz, mit vergoldetem und versilbertem Dekor. Der zylindrische Kanzelkorb ist unten gebaucht und mit reich geschnitzten Pilastern versehen. Im großen zentralen Mittelfeld befindet sich das geschnitzte Allianzwappen des Cajetan Joseph Graf Fugger zu Kirchheim und seiner Gemahlin Maria Anna geborene Stein zum Rechtenstein. Es trägt die Jahreszahl 1740. Die Rückwand mit Schweiftür ist von Pilastern begrenzt. Der Schalldeckel besitzt die Form eines reich geschweiften Gesimses mit spitzen Ausladungen und Lambrequins. Auf diesem befinden sich Putten, welche die vier Erdteile repräsentieren. Die Spitze des Schalldeckels wird von der Figur des Guten Hirten bekrönt.

### Fresken
Joseph Hafner aus Türkheim schuf das Mittelbild des Chores. Die Darstellung der Geburt Johannes des Täufers stammt von 1752 und trägt die Inschrift: Er ist Grosser Alß ein Prohpet, alß ein Patriarch. Was wird aus disen kind werden. IOHANES ist sein Nam. Die anderen Fresken der Kirche stammen von 1910 und wurden durch die Gebrüder Haugg geschaffen und sind mehrfach bezeichnet. Die neubarocken Fresken zeigen im nördlichen Chorzwickel Samson trägt die Stadttore fort und im südlichen Chorzwickel Judith mit dem Haupt des Holofernes. Im Schildbogen der Nordwand sind der heilige Ulrich und Konrad dargestellt, gegenüberliegend im Blindfenster des Oratoriums ist die Vertreibung aus dem Paradies dargestellt.
Im Hauptbild des Langhauses wird das Jüngste Gericht gezeigt. In den vier Diagonalkartuschen sind die vier Kirchenväter in olivgrüner Tonmalerei dargestellt. Oberhalb der Orgel befindet sich ein Fresko mit der Arche Noah in roter Tonmalerei. Ein Allianzwappen des Fürsten Fugger-Kirchheim / Quadt-Isny ist am Chorbogen angebracht. Die neubarocken, in ovalen Stuckrahmen befindlichen, 14 Kreuzwegstationen sind mit J. Baumann 1958 bezeichnet.

### Gemälde
Aus der Mitte des 18. Jahrhunderts stammen die Öl-auf-Leinwand-Gemälde der Empore. Diese zeigen von links nach rechts, Johannes der Täufer tritt Herodes und seinem Hofstaat entgegen, Johannes den Täufer im Kerker und rechts seine Enthauptung sowie das Gastmahl des Herodes und wie das Haupt Johannes des Täufers gebracht wird. An den Chorwänden sind zehn in Stuckrahmen eingelassene Halbfiguren der Apostel angebracht. Die Namen der Apostel sind in Rocaillekartuschen genannt. Die zwei fehlenden Aposteldarstellungen aus der Mitte des 18. Jahrhunderts befinden sich im Pfarrhaus.

### Gestühl
Das neurokoko Chorgestühl stammt von 1910 und ist aus grau und rot marmoriertem Holz gefertigt. Das mit Golddekor verzierte Gestühl besitzt in den Vorderbrüstungen vier konkav-konvexe Achsen mit Pilastergliederung. In der hohen, schweifgiebelförmigen Rückwand sind zwei Ölbilder aus der Mitte des 18. Jahrhunderts angebracht. Das nördliche zeigt das Jesuskind mit Eltern, das südliche das Marienkind mit Eltern. Die Kommunionbank ist vermutlich neubarock und besteht aus marmoriertem Holz mit dünnen Vierkantbalustern. Die beiden Beichtstühle des Langhauses sind wiederum neurokoko und bestehen aus zwei konkav-konvexen Achsen und Pilastergliederung. In den Schweifgiebeln der Beichtstühle sind Ovalbilder von Petrus und Magdalena vorhanden. In einer Nische an der nördlichen Ostseite des Chorbogens ist ein Beichtsitz aus dem 18. Jahrhundert aufgestellt. Das Laiengestühl stammt von 1709 und besitzt Schweifwangen mit Akanthusschnitzerei.

### Taufstein
Der Taufstein im Chor ist schlicht im Stil des Neuklassizismus gestaltet. Er besteht aus Holz mit weiß und goldener Fassung. Das gerippte Becken ruht auf drei Volutenfüßen, der Deckel des Taufsteins wird mit einer Figur des Johannes des Täufers abgeschlossen.

### Grabdenkmäler

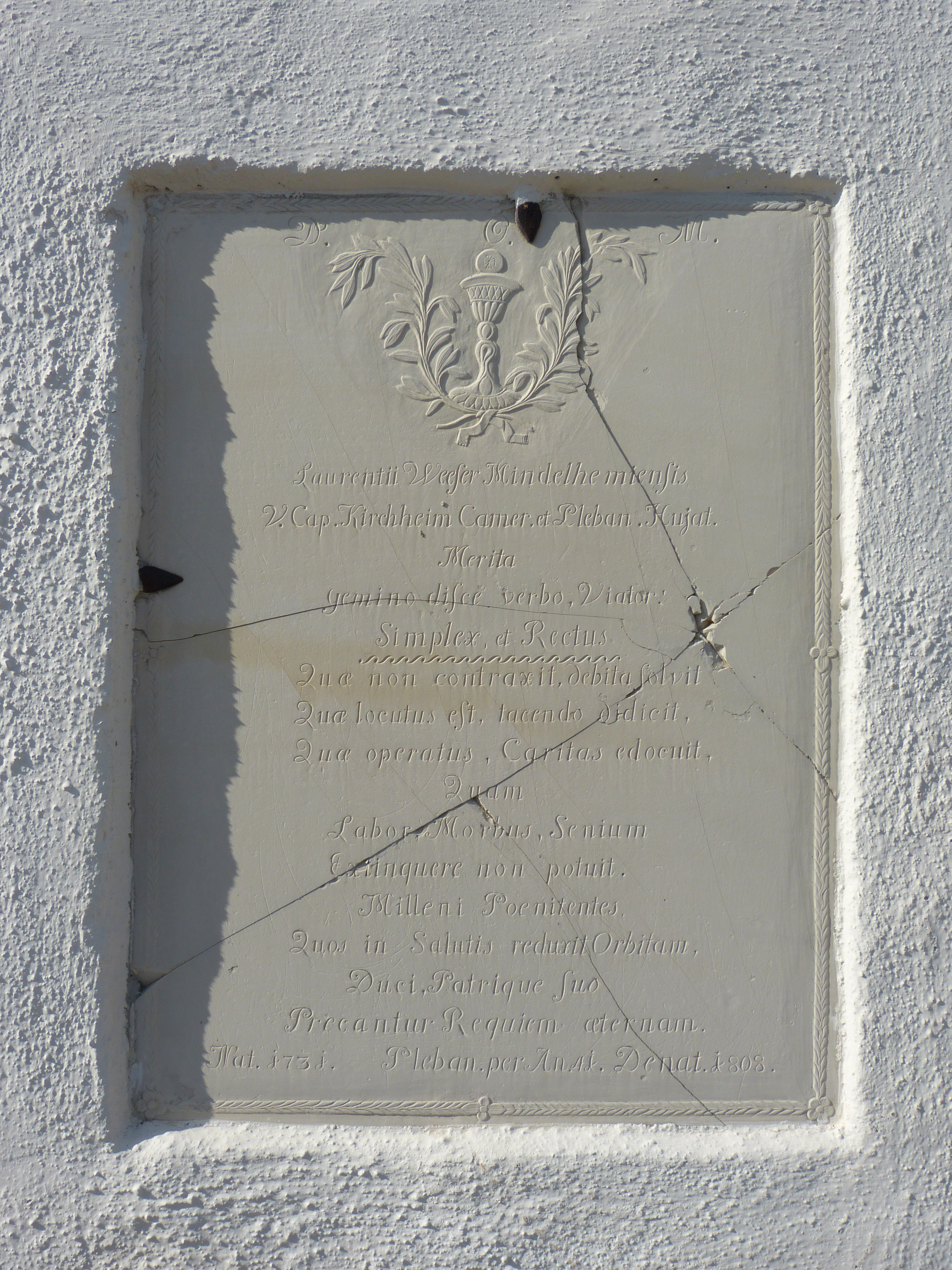
Grabdenkmal für Pfarrer Laurentius Weber († 1808)

Mehrere Grabdenkmäler von Priestern befinden sich innen wie außen an der Kirche. Im Langhausboden ist eine Platte mit Kelchrelief in einer Kreisblende für Pfarrer Nikolaus Franz († 1713) eingelassen. Zwei kleinere, rautenförmige Platten tragen die Inschrift 1759 / F.B.A.D.I.T.P. / R.I.P. In der Mitte ist ebenfalls ein Kelchrelief dargestellt. Für Pfarrer Johannes Weler († 1694) ist ein Denkmal mit Kelchrelief angebracht. An der nördlichen Innenwand ist eine quadratische Platte für Pfarrer Adam Eller († 1727) eingesetzt. Diese Platte trägt eine originelle lateinische Inschrift, welche aus acht Fragesätzen und einem Wunschsatz besteht. Die Anfangsbuchstaben der Sätze ergeben Adam ubi es, auf die Antworten der Fragesätze erfolgt jeweils ein Echowort als Antwort. In Zeile 1 ist zu lesen Adam ubi es? Egressus e vita? Ita! Die letzte Zeile enthält den Satz Sic tibi precamur solamen. Amen. In der Südwand ist für Pfarrer und Dekan Dr. Franz Borgias Abertshauser († 1759) eine quadratische Gedenktafel eingelassen. Diese trägt die Inschrift sponsam suam, hanc ecclesiam, quantum potuit, excoluit. Eine kleine zum Teil überputzte Tafel befindet sich im Vorzeichen für Helena von … († 1560). An der Außenwand sind unter anderem Grabdenkmäler für Pfarrer Laurentius Weeser († 1808) und Zyrill Zöschinger († 1825) angebracht.